# 岡山飛行場 (福岡県)
岡山飛行場（おかやまひこうじょう）は福岡県八女市（蒲原、亀甲、今福、室岡、龍ヶ原）にかつて存在していた、大日本帝国陸軍の飛行場。敷地の形が八角形であったことが特徴。筑後飛行場とも呼ばれる。

## 概要
1941年（昭和16年）4月の「航空機乗員養成所官制」を受けて、逓信省の筑後航空機乗員養成所の設置が決まった。1942年（昭和17年）に計画、1943年（昭和18年）に測量が開始された。その後、陸軍の本土防衛用飛行場として引き継がれて1944年（昭和19年）に開所式・入所式が行われた。完成は1945年（昭和20年）4月だったとされる。

## 戦後と現在
跡地は宅地や農地となったが、八角形の地割が今も残っている。また、飛行場に設けられていた建物のコンクリート基礎、側溝などが残っている。
- 画像左側に八角形の地割が残っていることが確認できる。国土地理院による航空写真（1981年10月4日撮影）。
- 2010年代になっても地割は大きく変わらないが、宅地化が進行している。国土地理院による航空写真（2010年4月29日撮影）。